# Еш-Шейх-Маскін (нохія)
Еш-Шейх-Маскін (араб. ناحية الشيخ مسكين) — нохія у Сирії, що входить до складу мінтаки Ізра мухафази Дар'а. Адміністративний центр — поселення Еш-Шейх-Маскін.
До нохії належать такі поселення:

Нохія Аш-Шейх-Маскін на мапі мінтака Ізра

- Еш-Шейх-Маскін → (Al-Shaykh Maskin);
- Ель-Далі → (al-Dali);
- Ель-Факіа → (al-Faqia);
- Намер → (Namer);
- Карфа → (Qarfa);
- Ес-Сухейлія → (al-Suhayliyah).